# Tilly-sur-Meuse
Tilly-sur-Meuse és un municipi francès situat al departament del Mosa i a la regió del Gran Est. L'any 2007 tenia 254 habitants.

## Demografia

### Població
El 2007 la població de fet de Tilly-sur-Meuse era de 254 persones. Hi havia 95 famílies, de les quals 23 eren unipersonals (8 homes vivint sols i 15 dones vivint soles), 26 parelles sense fills, 42 parelles amb fills i 4 famílies monoparentals amb fills.
La població ha evolucionat segons el següent gràfic:
Habitants censats

### Habitatges
El 2007 hi havia 112 habitatges, 96 eren l'habitatge principal de la família, 10 eren segones residències i 6 estaven desocupats. 106 eren cases i 6 eren apartaments. Dels 96 habitatges principals, 83 estaven ocupats pels seus propietaris, 11 estaven llogats i ocupats pels llogaters i 1 estava cedit a títol gratuït; 1 tenia dues cambres, 7 en tenien tres, 15 en tenien quatre i 73 en tenien cinc o més. 70 habitatges disposaven pel capbaix d'una plaça de pàrquing. A 38 habitatges hi havia un automòbil i a 44 n'hi havia dos o més.

### Piràmide de població
La piràmide de població per edats i sexe el 2009 era:
| Homes | Edats   | Dones |
| ----- | ------- | ----- |
| 0     | 95 o +  | 0     |
| 0     | 90 a 94 | 4     |
| 0     | 85 a 89 | 0     |
| 0     | 80 a 84 | 8     |
| 0     | 75 a 79 | 0     |
| 12    | 70 a 74 | 0     |
| 0     | 65 a 69 | 8     |
| 16    | 60 a 64 | 12    |
| 8     | 55 a 59 | 8     |
| 8     | 50 a 54 | 16    |
| 0     | 45 a 49 | 0     |
| 12    | 40 a 44 | 8     |
| 16    | 35 a 39 | 0     |
| 0     | 30 a 34 | 20    |
| 12    | 25 a 29 | 20    |
| 16    | 20 a 24 | 8     |
| 0     | 15 a 19 | 12    |
| 4     | 10 a 14 | 8     |
| 4     | 5 a 9   | 16    |
| 0     | 0 a 4   | 8     |

## Economia
El 2007 la població en edat de treballar era de 159 persones, 106 eren actives i 53 eren inactives. De les 106 persones actives 99 estaven ocupades (58 homes i 41 dones) i 9 estaven aturades (5 homes i 4 dones). De les 53 persones inactives 15 estaven jubilades, 12 estaven estudiant i 26 estaven classificades com a «altres inactius».

### Ingressos
El 2009 a Tilly-sur-Meuse hi havia 98 unitats fiscals que integraven 259,5 persones, la mediana anual d'ingressos fiscals per persona era de 13.947 €.

### Activitats econòmiques
Dels 9 establiments que hi havia el 2007, 3 eren d'empreses de fabricació d'altres productes industrials, 1 d'una empresa de construcció, 3 d'empreses de comerç i reparació d'automòbils, 1 d'una empresa d'hostatgeria i restauració i 1 d'una empresa immobiliària.
Dels 3 establiments de servei als particulars que hi havia el 2009, 1 era una fusteria, 1 restaurant i 1 agència immobiliària.
L'any 2000 a Tilly-sur-Meuse hi havia 5 explotacions agrícoles.

## Equipaments sanitaris i escolars
El 2009 hi havia una escola elemental integrada dins d'un grup escolar amb les comunes properes formant una escola dispersa.

## Poblacions més properes
El següent diagrama mostra les poblacions més properes.